# دوغلافی
دوغلافی (نام علمی: Physaria) نام یک سرده از خانواده شب‌بویان است.